# Södermanlands runinskrifter 219

Runinskrift Sö 219 är en av tre ristningar på en bergvägg utmed gamla landsvägen, som går mellan Blista och Sjövik i Sorunda socken, Sotholms härad på Södertörn i Södermanland. Runhällen går under namnet Blistahällen,

## Runhällen
Blistahällen är skapad på en grå, slätslipad bergvägg som vetter mot norr och tätt intill passerar den forna vägen. Sö 219 är den östra av de tre ristningarna, de andra två är Sö 220 och Sö 221. Endast Sö 219 är korsmärkt. Ornamentiken som består av profilerade ormar i Urnesstil kan dateras till tidsperioden kring 1050 efter Kristi födelse. Alla tre ristningarna är skapade av runmästare Hägvid. En translittererad översättning av inskriften följer nedan.

## Inskriften
Runsvenska: akuti let hkua merki thisa iftir furusta brothur sin hikuithr kiar-i stain
Nusvenska: Agute lät hugga dessa märken efter Froste, sin broder. Hägvid gjorde stenen.

## Se även

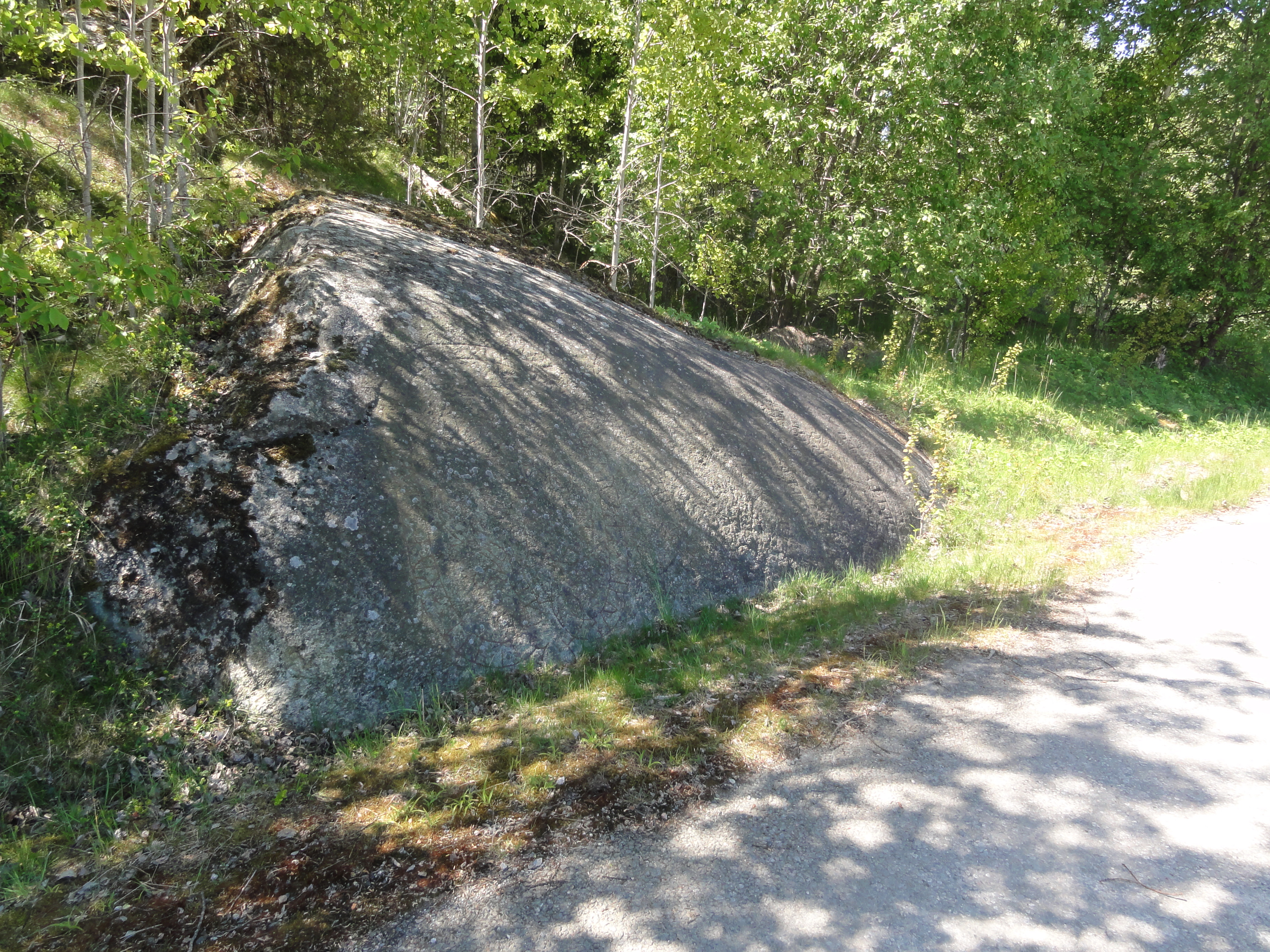
Blistahällens läge utmed gamla vägen.